# Any Man of Mine
«Any Man of Mine» es una canción escrita y producida por la cantante canadiense Shania Twain y el productor Robert Lange para el segundo álbum de Twain The Woman in Me, lanzada cómo segundo sencillo del álbum en abril de 1995. 
"Any Man of Mine" fue el primer gran éxito de Twain, alcanzando su primer número uno en la lista de canciones country en Estados Unidos, así cómo su primer sencillo que lograba entrar en el Billboard Hot 100, en el top 40. La canción también se lanzó en Europa, pero no tuvo éxito debido a su sonido demasiado country. 
La canción también demostró ser críticamente exitosa, ganando dos nominaciones a los premios Grammy de 1996 en las categorías "Mejor Interpretación Femenina de Country" y "Mejor Canción Country", además de ganar numerosos premios durante el mismo año.

## Vídeo Musical
El videoclip se filmó el 23 de febrero de 1995 en Santa Ynes, California bajo la dirección de John Derek y Charlie Randazzo. En el vídeo se puede ver a Twain bailando en un rancho con un pantalón de jeans y un chaleco de jeans. En algunas escenas también se le puede ver conduciendo un camión tirando un remolque de caballos.
El vídeo se encuentra disponible en el DVD de Twain The Platinum Collection.

## Recepción
"Any Man of Mine" debutó en el Billboard Hot Country Singles & Tracks en la semana del 13 de mayo de 1995 en el número 66, el debut más alto de Twain hasta ese tiempo. Se mantuvo por 20 semanas en la lista y alcanzó su posición máxima el 22 de julio de 1995 en el número uno, permaneciendo en la cima durante dos semanas. La canción se convirtió en el primer número uno de Twain, así también cómo en su primer top 10. El sencillo también se mantuvo por diez semanas en la cumbre de la lista de los sencillos country más vendidos.
"Any Man of Mine" también alcanzó el número 31 en el Billboard Hot 100, siendo ésta la primera aparición de Twain en esta lista.

## Versiones
- Álbum Versión (4:07)
- Live from Dallas

## Versiones y parodias
- En 1995, un minnesota llamado Gino Ruberto, grabó una parodia llamada "Any Gal of Mine", bajo el seudónimo de Gino the New Guy.
- En 1996, Sandy & Junior grabaron una versión en portugués de la canción llamada "Etc.. e tal".
- El músico y parodista Cledus T. Judd grabó una parodia llamada "If Shania Was Mine", en su álbum I Stoled This Record (1996).

## Posicionamiento
| Listas                                        | Posiciones |
| --------------------------------------------- | ---------- |
| EE. UU Billboard Hot Country Singles & Tracks | 1          |
| EE. UU Billboard Country Singles Sales        | 1          |
| EE. UU Billboard Hot 100                      | 31         |
| EE. UU Billboard Hot 100 Singles Sales        | 13         |
| Canadá RPM Country Singles                    | 1          |